# Crocidura macmillani
Crocidura macmillani — вид ссавців родини Soricidae. Це ендемік Ефіопського нагір'я. Його природним середовищем існування є субтропічні або тропічні вологі гірські ліси та вологі савани.